# Pheles bicolor
Pheles bicolor is een vlindersoort uit de familie van de prachtvlinders (Riodinidae), onderfamilie Riodininae.
Pheles bicolor werd in 1886 beschreven door Godman & Salvin.